# Молино Векио-Скапитола-Бајо (Ђенова)
Молино Векио-Скапитола-Бајо је насеље у Италији у округу Ђенова, региону Лигурија.
Према процени из 2011. у насељу је живело 61 становника. Насеље се налази на надморској висини од 563 м.